# Copalnic-Mănăștur, Maramureș
Copalnic-Mănăștur (în maghiară Kápolnokmonostor) este satul de reședință al comunei cu același nume din județul Maramureș, Transilvania, România.

## Istoric
Prima atestare documentară: 1424 (Monosthoros-Kapolnok). 

## Etimologie
Etimologia numelui localității: din Copalnic (< magh. kápolnok, pluralul de la kápolna „capelă") + Mănăștiur (< magh. monostor „mănăstire” < lat. medieval monasterium). 

## Monumente istorice
- Casa Anca (1910);
- Biserica „Sf. Arhangheli Mihail și Gavril” (sec. XIX).

## Personalități
- Emil Dragomir (1882 - 1959), deputat în Marea Adunare Națională de la Alba Iulia 1918